# Лопесвілл (Техас)
Лопесвілл (англ. Lopezville) — переписна місцевість (CDP) в США, в окрузі Ідальго штату Техас. Населення — 2367 осіб (2020).

## Географія
Лопесвілл розташований за координатами 26°14′56″ пн. ш. 98°9′27″ зх. д. / 26.24889° пн. ш. 98.15750° зх. д. (26.248763, -98.157501).  За даними Бюро перепису населення США в 2010 році переписна місцевість мала площу 4,31 км², уся площа — суходіл. В 2017 році площа становила 3,53 км², уся площа — суходіл.

## Демографія
Згідно з переписом 2010 року, у переписній місцевості мешкали 4333 особи в 1070 домогосподарствах у складі 965 родин. Густота населення становила 1006 осіб/км².  Було 1130 помешкань (262/км²). 
Расовий склад населення:
| - 93,1 % — білих - 0,2 % — азіатів - 0,1 % — корінних американців - 5,6 % — осіб інших рас |

До двох чи більше рас належало 0,9 %. Іспаномовні складали 98,7 % від усіх жителів.
За віковим діапазоном населення розподілялося таким чином: 35,9 % — особи молодші 18 років, 56,9 % — особи у віці 18—64 років, 7,2 % — особи у віці 65 років та старші. Медіана віку мешканця становила 26,9 року. На 100 осіб жіночої статі у переписній місцевості припадало 93,4 чоловіків;  на 100 жінок у віці від 18 років та старших — 92,4 чоловіків також старших 18 років.
Середній дохід на одне домашнє господарство  становив 41 986 доларів США (медіана — 32 004), а середній дохід на одну сім'ю — 43 091 долар (медіана — 32 349). Медіана доходів становила 24 094 долари для чоловіків та 31 141 долар для жінок. За межею бідності перебувало 24,9 % осіб, у тому числі 36,7 % дітей у віці до 18 років та 22,8 % осіб у віці 65 років та старших.
Цивільне працевлаштоване населення становило 1537 осіб. Основні галузі зайнятості: освіта, охорона здоров'я та соціальна допомога — 42,1 %, роздрібна торгівля — 12,6 %, будівництво — 10,6 %.